# Morro de Calzada
El morro de Calzada es un cerro que tiene unos 575 m de altura y está a una altitud de 1 430 m.s.n.m, emplazado en el distrito de Calzada, en la provincia de Moyobamba, dentro del departamento de San Martín, en el norte de Perú. Se encuentra en la llanura del valle del río Mayo.